# Banda de conducció
En semiconductors i aïllants, la  banda de conducció  és l'interval d'energieselectròniques que, estant per sobre de la banda de valència, permet als electrons patir acceleracions per la presència d'un camp elèctric extern i, per tant, permet la presència de corrent elèctric. Els electrons d'un semiconductor poden assolir aquesta banda quan reben prou energia, majoritàriament per l'excitació tèrmica.

## Nota
1. ↑  Paul A. Tipler; Gene Mosca. Física para la ciencia y la tecnología: Electricidad y magnetismo, luz, física moderna.  Reverte, març 2005, p. 1158–. ISBN 9788429144123 [Consulta: 2 maig 2011].
2. ↑  Santiago Burbano de Ercilla; Carlos Gracía Muñoz. Física general.  Editorial Tebar, 2003, p. 710–. ISBN 9788495447821 [Consulta: 2 maig 2011].
3. ↑  William D. Callister. Introducción a la ciencia e ingeniería de los materiales.  Reverte, octubre 1996, p. 616–. ISBN 9788429172546 [Consulta: 2 maig 2011].